# Младен Бодалец
Младен Бодалец (Лобор, 1. јануар 1959) је југословенски и хрватски музичар, најпознатији по свом вокалном деловању у загребачком рок саставу Прљаво казалиште.

## Каријера
У Прљаво казалиште је дошао 1985. године, где је заменио некадашњег певача Даворина Боговића. Године 1998. дипломирао је на Правном факултету у Загребу и паралелно се бавио правом и музиком. Бодалец је 1995. године са сплитском певачицом Дорис Драговић снимио дуетску композицију Бакље Ивањске.
Од 150 песама које је снимио бенд Прљаво казалиште, Бодалец наводи да му је омиљена песма Мајко моја.
Године 1995. оженио се супругом Сњежаном, са којом има двоје деце, Карла (1996) и Рахелу (2001). Рахела тренира степ и шоу и вишеструка је државна, европска и светска првакиња, а Карло игра фудбал и члан је клуба у Дубрави.

## Дискографија

### Студијски албуми
1. Златне године, Југотон, (1985)
2. Зауставите Земљу, Сузи, (1988)
3. Деведесета, Југотон, (1990)
4. Лупи петама..., ЦБС, (1993)
5. С времена на време, Croatia Records, (1996)
6. Дани поноса и славе, Croatia Records, (1998)
7. Радио Дубрава, Далас Рекордс, (2003)
8. Мој дом је Хрватска, Далас Рекордс, (2005)
9. Тајно име, Croatia Records, (2008)
10. Можда следеће године, Croatia Records, (2012)

### Уживо албуми
1. Све је лако кад си млад - Уживо, Сузи, (1989)
2. Божићни концерт, ЦБС, (1995)
3. ХХ година, ЦБС, (1997)

### Компилације
1. Највећи хитви, Сузи, (1994)
2. Баладе, Хи-Фи центар, (2000)
3. Све је лако кад си млад '77-'99, ЦБС & Сузи, (2001)
4. Хитови, Хи-Фи центар, (2000)

## Видеоографија
1. У вољени град, Сузи, (1989)
2. Концерт у ХНК, ЦБС, (1993)
3. Божићни концерт, ЦБС, (1995)
4. На тргу, Далас Рекордс, (2003)
5. XXX година УЖИВО (2010)